# Salvatore Di Marzo
Salvatore Di Marzo (Palermo, 25 febbraio 1875 – Roma, 16 maggio 1954) è stato un politico e giurista italiano.

## Biografia

### Attività scientifica
Dopo avere studiato al liceo classico Garibaldi di Palermo, si laureò in giurisprudenza a Palermo, dove fu allievo di Vittorio Emanuele Orlando e insieme a Santi Romano cooperò nel suo studio legale e nella rivista Archivio di diritto pubblico. Nel 1905 divenne docente ordinario di Diritto romano all'università di Messina. All'Università di Palermo è stato dal 1912 professore ordinario di Storia del diritto romano e dal 1917 di Diritto romano.
Nel 1929 è stato socio della Società geografica italiana e membro del Consiglio superiore dell'educazione nazionale. 
Rettore dell'Università di Messina (1908-1909) e  della Università di Palermo (1923-1924 e 1933-1935). Nel 1935 fu chiamato alla cattedra di istituzioni di diritto romano dell'università di Roma. Professore emerito di Istituzioni di Diritto romano all'Università degli Studi di Roma dal 1950.

### Attività politica
Nel 1923 si avvicinò ad Alfredo Cucco e nel 1924 fu eletto deputato alla Camera nella Lista Nazionale e riconfermato nel 1929. Prosindaco e podestà di Palermo (1925-1929) con prefetto Cesare Mori, divenne sottosegretario di Stato al Ministero dell'educazione nazionale dal 1929 al 1932, nel governo Mussolini.
Nel 1934 fu nominato senatore del Regno.
Nel 1944 fu sottoposto a procedimento di epurazione e dichiarato decaduto dall'insegnamento, poi reintegrato nel 1948.

## Opere
- Storia della procedura criminale romana,  Palermo, 1898
- Saggi critici sui libri di Pomponio ad Quintum Mucium, Palermo, 1899
- Le Quinquaginta decisiones di Giustiniano, 1899
- voce Decurie e decurioni, in Il Digesto italiano, Torino
- La possessio iuris nella hereditatis petitio, 1905
- Corso di storia del diritto romano, Roma, 1913
- Lezioni sul matrimonio romano, Palermo, 1919
- Le cose e i diritti sulle cose, Palermo, 1922
- Il duplex dominium di Gaio, Roma, Istituto di diritto romano, 1936
- Istituzioni di diritto romano, Milano, Giuffrè, 1938
- Le basi romanistiche del codice civile, Torino, Utet, 1950
- Manuale elementare di diritto romano, Torino, Utet, 1954